# Peter Odhiambo (boxe anglaise, 1937)
Pour les articles homonymes, voir Peter Odhiambo.
Peter Paul Odhiambo est un boxeur ougandais né le 9 septembre 1937.

## Carrière
Après une cinquième place dans la catégorie des poids moyens aux Jeux de l'Empire britannique et du Commonwealth de Cardiff en 1958, Peter Odhiambo participe aux Jeux olympiques d'été de 1960 à Rome, où il est éliminé au deuxième tour dans la catégorie des poids moyens par l'Américain Eddie Crook Jr..
Il est médaillé d'argent dans la catégorie des poids moyens aux Championnats d'Afrique de boxe amateur 1964 à Accra.
Aux Jeux olympiques d'été de 1964 à Tokyo, il est éliminé au deuxième tour dans la catégorie des poids moyens par l'Égyptien Ahmed Hassan.